# José-Martí-Orden
Der José-Martí-Orden (spanisch Orden José Martí) ist die dritthöchste Auszeichnung und der höchste Orden Kubas. Begründet wurde er im Jahre 1972 und wird an kubanische Staatsbürger, Ausländer und an Staats- und Regierungschefs verliehen. Er ist nach dem kubanischen Nationalhelden José Martí benannt.